# NGC 4626
NGC 4626 est une galaxie spirale barrée vue par la tranche et située dans la constellation de la Vierge. Sa vitesse par rapport au fond diffus cosmologique est de 3 239 ± 42 km/s, ce qui correspond à une distance de Hubble de 47,8 ± 3,4 Mpc (∼156 millions d'al). NGC 4626 a été découverte par l'astronome germano-britannique William Herschel en 1789.
Wolfgang Steinicke et le professeur Seligman classent cette galaxie comme une spirale ordinaire, mais la barre est clairement visible sur l'image du relevé SDSS.
La classe de luminosité de NGC 4626 est II-III.

## Supernova
La supernova SN 2012cr a été découverte dans NGC 4626 le 25 mai dans le cadre du dans le cadre du relevé CRTS (Catalina Real-Time Transient Survey) de l'institut Caltech et par Stan Howerton. Cette supernova était de type II.